# راتشيل كيرنز
راتشيل كيرنز (بالإنجليزية: Rachael Cairns)‏ هي عارضة وممثلة بريطانية، ولدت في 11 أغسطس 1988 في ليدز في المملكة المتحدة.

## وصلات خارجية
- راتشيل كيرنز على موقع IMDb (الإنجليزية)
- راتشيل كيرنز على موقع دليل عارضات الأزياء (الإنجليزية)